# سید علی حبیبی موسوی
سید علی حبیبی موسوی خامنه یکی از افرادی بود که در ۶ دی ۱۳۸۸ در جریان تظاهرات تاسوعا و عاشورای ۱۳۸۸ هواداران جنبش سبز کشته شد. او خواهرزادهٔ میرحسین موسوی بود و در زمان مرگ ۴۳ سال داشت.

## زندگی شخصی
سید علی حبیبی موسوی در زمان مرگ دارای یک دختر ۱۷ ساله و یک پسر ۷ ساله بود. ابراهیم موسوی برادر او پیش از این در جنگ ایران و عراق کشته شده‌است.

## مرگ
سید علی موسوی ظهر حوالی ساعت ۱۲ الی ۱۳ روز ۶ دی ۱۳۸۸ (عاشورا)، دریکی از خیابان‌های فرعی تهران (خیابان شایان) در جریان تظاهرات روز عاشورا از ناحیه کتف هدف گلوله سرنشینان سیاه‌پوش پاترول سیاه قرار گرفت و بعد از انتقال به بیمارستان ابن سینا واقع در فلکه دوم صادقیه جان باخت.
مرضیه موسوی (خاله‌اش) که استاد دانشگاه و عضو هیئت علمی دانشگاه الزهرا بود، توضیح داد: «بر اساس گفته شاهدان، پاترول سیاه رنگی که چندین سرنشین داشته به داخل جمعیت در خیابان شادمان می‌آید. از داخل ماشین چندین تیر شلیک می‌شود که یکی از آنها به علی می‌خورد. برادر همسرش بعد از تیر خوردن او را به بیمارستان منتقل می‌کند اما به خاطر خونریزی‌های زیاد و بسته بودن مسیرهای خیابان، انتقالش به بیمارستان طول می‌کشد.»

### واکنش‌ها
پس از انتقال به بیمارستان و مرگ، میرحسین موسوی، والدین وی و جمعی از شخصیت‌های سیاسی در این بیمارستان حاضر شدند.
به گزارش جرس، به‌دنبال انتشار خبر کشته شدن علی موسوی چند گروه از معترضان بسوی این بیمارستان در فلکه دوم صادقیه رفتند.
سایت رجانیوز از خبرگزاری‌های نزدیکان به دولت این اتفاق را به «تیم‌های ترور ضد انقلاب» نسبت می‌دهد. به گفته خبرگزاری امیرکبیر سایت رجانیوز در اشتباهی فاحش محل قتل را در چهارراه کالج گزارش داد.

### پیام‌های تسلیت
میرحسین موسویبه نقل از سایت جنبش راه سبز میرحسین موسوی حاضر به انتشار بیانیهٔ ویژه‌ای برای خواهرزاده‌اش نشد و گفت: «او نیز مانند دیگر درگذشتگان جنبش سبز مثل سهراب و اشکان است.»
خانوادهٔ بهشتیخانوادهٔ بهشتی این رویداد را به میرحسین موسوی تسلیت گفت.
مهدی کروبیمهدی کروبی با انتشار پیامی جان‌باختن «علی موسوی» خواهرزاده میرحسین موسوی را به وی و ملت ایران تسلیت گفت.
یوسف صانعیشب ۶ دی ۱۳۸۸ یوسف صانعی در تماس تلفنی با میرحسین موسوی ضمن اظهار تاسف و تالم شدید از وقایع و فجایع ظهر عاشورای حسینی در تهران، به قتل رسیدن سید علی موسوی را به میرحسین موسوی و خانواده مقتول تسلیت گفت.
سازمان مجاهدین انقلاب اسلامی ایرانسازمان مجاهدین انقلاب اسلامی ایران با صدور بیانیه‌ای قتل سید علی موسوی را به میرحسین موسوی تسلیت گفت.
سید علی‌محمد دستغیبسید علی‌محمد دستغیب با انتشار پیامی، «کشته شدن» خواهرزاده میرحسین موسوی و دیگر جانباختگان روز عاشورا را تسلیت گفته و خواستار شناسایی قاتلین و محاکمه آنها شد.
انجمن اسلامی جامعه پزشکی ایرانانجمن اسلامی جامعه پزشکی ایران با انتشار نامه‌ای خطاب به میرحسین موسوی، کشته شدن سید علی حبیبی موسوی و سایر شهدای روز عاشورا را تسلیت گفت.
همچنین در روزهای پس از این حادثه، سید محمد خاتمی، مهدی کروبی، سید هادی خامنه‌ای و تنی چند از اعضای مجمع نیروهای خط امام (ره) به همراه اعضای سازمان جوانان و دانشجویان مجمع نیروهای خط امام جهت همدردی با خانواده وی جداگانه در خانه پدری ایشان حضور یافتند و با میرحسین موسوی دیدار کردند.

### تشییع پیکر و خاکسپاری
به گفتهٔ پایگاه اینترنتی کلمه: «صبح روز چهارشنبه مسئولان با خانوادهٔ علی موسوی تماس گرفته و به آنها گفتند که اجازهٔ دفن در بهشت زهرا داده شده است. بعد از این تماس پیکر علی حبیبی موسوی در بهشت زهرای تهران با تدابیر شدید امنیتی و با حضور خانوادهٔ موسوی به خاک سپرده شد.» همچنین به نوشتهٔ کلمه: «زمان خاکسپاری به منظور عدم اطلاع‌رسانی و حضور مردم در مراسم تشییع ساعتی پیش از تشییع به خانواده اعلام شده است.» کلمه همچنین می‌گوید: «یک روز پس از کشته شدن علی حبیبی موسوی جنازه وی بدون اطلاع خانواده از بیمارستان منتقل و با پیگیری‌های صورت گرفته اعلام شد که جنازهٔ او به پزشک قانونی منتقل شده است.»